# 地铁英雄
《地铁英雄》（英語：Subway Hero）是美国情景喜剧《我为喜剧狂》第2季的第12集，也是整个剧集的第33集，由节目助理执行制片人杰克·布迪特和助理制片人罗伯特·卡洛克编剧，唐·斯卡迪诺执导，2008年4月17日通过全国广播公司在美国首播。客串出演这集的演员包括纽约市长迈克尔·布隆伯格，蒂姆·康威和狄恩·溫特斯。史丹利杯爵士也出现在客串演员名单上，但这只是一个玩笑。丹尼斯·达菲在本集中的表现是以现实生活中的纽约市地铁英雄韦斯利·奥特里为蓝本。
在这一集中，全国广播公司电视节目《与崔西·乔丹》首席编剧丽兹·莱蒙（Liz Lemon，蒂娜·菲饰）的前男友丹尼斯·达菲因为在捷運車站挽救了一个人的性命而成为当地的一位名人。通用电气副总裁杰克·唐纳吉（Jack Donaghy，亚历克·鲍德温饰）需要给共和党寻找一位合适的代言人。电视台杂工跟班肯尼斯·帕塞尔（Kenneth Parcell，杰克·麦克布瑞尔饰）见到了自己的偶像之一巴基·布莱特，两人还成了朋友。
《地铁英雄》在美国首播时吸引了640万户家庭观看，比之前的几集都要高，并且获得了电视评论员较为正面的评价，蒂姆·康威也因本集获得了一项黄金时段艾美奖。

## 剧情
这天，全国广播公司喜剧小品《与崔西·乔丹》的首席编剧丽兹·莱蒙被叫到副总裁杰克·唐纳吉的办公室，对方问她是否介意前男友丹尼斯·达菲来上节目。原来丹尼斯在地铁站救了某人的性命并由此成为纽约名人，丽兹之后与丹尼斯见面，并且同意他来参加自己节目的演出。女演员简娜·玛隆妮（Jenna Maroney，简·科拉克斯基饰）对此持谨慎态度，提醒丽兹可千万别再让自己爱上这个男人了。之后丽兹意识到自己对丹尼斯仍然有感情，于是在丹尼斯准备参加《[15分钟名人] 错误：{{Lang}}：无效参数：|3=（帮助）》节目时，丽兹撤回了自己请对方参加自己节目演出的邀请。丽兹之后跟踪丹尼斯来到47-50街-洛克斐勒中心地铁站，万没想到对方打算再重新做一回地铁英雄而要将她推向一列正开过来的火车。
杰克想给共和党找个名人做代言，经过反复考量，他选择了《与崔西·乔丹》的头号明星崔西·乔丹（Tracy Jordan，崔西·摩根饰）。杰克之前曾考虑的候选人巴基·布莱特和电视台杂工跟班肯尼斯·帕塞尔一起参观了30号洛克斐勒大厦，两人成为朋友。巴基给肯尼斯讲了许多电视业早期的故事，只是这些故事却让对方深感困惑。

## 制作
《地铁英雄》中的部分镜头于2008年3月10日拍摄，原计划于2008年4月10日播出，但不知什么原因这天改播了《辣妈岛》，本集推迟到4月17日播出。片中有一个简娜拿一张报纸给丽兹看的镜头，这张报纸头版上的文章显示其作者是凯·加农。加农实际上曾为《我为喜剧狂》的多集节目担任编剧，如《黑领带》和《有人爱》等。纽约市长迈克尔·布隆伯格在节目中以自己的真实身体出镜，狄恩·溫特斯之后形容布隆明格很“风趣”，“他很酷，而且很自然”。
《地铁英雄》由《我为喜剧狂》的助理执行制片人杰克·布迪特和执行制片人罗伯特·卡洛克编剧，唐·斯卡迪诺担任导演，是节目第二季的第12集。这是布迪特和卡洛克第六次担任该剧集的编剧，也是斯卡迪诺第十一次出任《我为喜剧狂》的导演。

## 反响

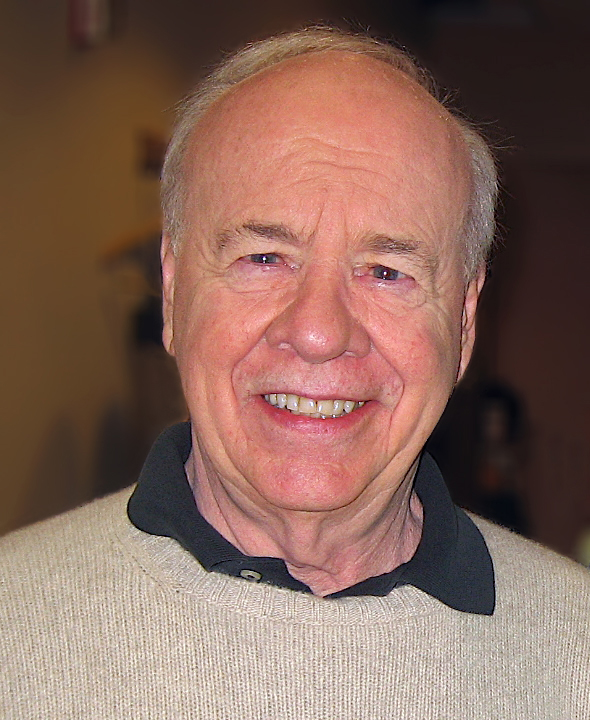
蒂姆·康威在本集节目中客串饰演一位淡出观众视线多年的电视明星巴基·布莱特。

《地铁英雄》在美国首播时吸引了640万户家庭观看，是继2007年11月15日播出的《有人爱》以来收视人数最高的一集。这集也在18-49岁年龄段人群中收获了2.8 / 8的收视率，这个2.8指的是全美所有这一年龄段人群总数的2.8%，而8则是指节目播出时有看电视的该年龄段观众群人数的8%。
《洛杉磯時報》的克莱尔·祖奇（Claire Zulkey）认为，从某些方面来说这一集的剧情有些太过安逸，包含了熟悉的故事线索和强制性地将鲍德温幻想成前总统等。祖奇认为，作为编剧大罢工后的一集节目，《地铁英雄》还没有表现出明显超过第一季节目的水准，但这也并不算是一件多么糟糕的事情。《今日美國》的安·奥尔登堡（Ann Oldenburg）称本集一如既往的充满了快速的俏皮话。《娱乐周刊》的杰夫·拉布雷克（Jeff Labrecque）称，虽然《我为喜剧狂》的每一集都显露出其政治上的敏锐，但昨晚的这一集仍然不同凡响。美国在线电视小队的鲍勃·萨松尼（Bob Sassone）称，“《我为喜剧狂》的这一集拥有更多的笑话和俏皮话，而且是你真的会微笑和大笑的那种”，还称《我为喜剧狂》在现在播出的所有喜剧节目中的表现是绝无仅有的。《电视指南》的马特·韦伯·米托维奇（Matt Webb Mitovich）称赞这集节目“不但充满了非常出色的笑料，并且还是部非常用心的作品。”他对《我为喜剧狂》中丹尼斯和丽兹之间剪不断理还乱的关系表示了强烈的意见。
IGN网站的罗伯特·坎宁（Robert Canning）写到：“这正是为什么《我为喜剧狂》是一部你不能错过的好节目。即便只是表现平平的一集也真他妈太好笑了”。他最终给这一集的评分为7.7（最高为10）。《每日先驱报》的泰德·考克斯（Ted Cox）对节目的评价不佳，认为菲娜·菲的角色只是透露出一种简单的愚蠢，节目本身也非常无聊。无论是蒂娜·菲、丽兹·莱蒙还是每一位坐在家里看电视的观众，都理应得到一个更好的待遇。《明星纪事报》的阿兰·塞平沃尔（Alan Sepinwall）对《地铁英雄》的总体印象和上一集《辣妈岛》类似，其中都有许多好笑的瞬间，但作为一个整体来看时节目的表现反而有所削弱。《紐約每日新聞》的大卫·辛克利（David Hinckley）表示，虽然前男友的把戏已经玩过很多遍，但本集中的这一设定仍然很有趣。辛克利还称蒂姆·康威在节目中客串饰演的老牌电视明星巴基·布莱特一角正是《地铁英雄》成为一集必看电视节目的真正原因，他面无表情地回忆起“过去那些美好时光”的情节变得越来越离奇和有趣，绝对是抢尽了节目的风头。蒂姆·康威之后因在本集节目中的表演而获得了一座黄金时段艾美奖喜剧剧集杰出客串男演员奖。